# 다카기 요시아키
다카기 요시아키(일본어: 高木 善朗, 1992년 12월 9일 ~ )는 일본의 축구 선수이다. 현재 J1리그의 알비렉스 니가타에서 뛰고 있다.

## 구단 경력
그는 2010년부터 J리그의 도쿄 베르디, 시미즈 에스펄스, 알비렉스 니가타에서 뛰었다.

## 국가대표팀 경력
그는 2009년 FIFA U-17 월드컵에 참가할 일본 U-17 국가대표팀에 발탁되었으며, 3경기에 출전, 1득점을 넣었다.